# Leland Grove, Illinois
Leland Grove là một thành phố thuộc quận Sangamon, tiểu bang Illinois, Hoa Kỳ. Năm 2010, dân số của thành phố này là 1503 người.

## Dân số
Dân số qua các năm:
- Năm 2000: 1592 người.
- Năm 2010: 1503 người.